# Aliterse
Nella mitologia greca,  Aliterse (in greco antico: Ἁλιθέρσης) era il nome di un indovino figlio di Mastoro.

## Il mito
Aliterse viveva nell'isola di Itaca, all'epoca in cui era re Odisseo, che aveva un figlio, Telemaco. Quando Odisseo dovette partire per combattere al fianco degli Achei contro Troia, Telemaco era ancora un fanciullo.
Durante l'assenza di Odisseo, più lunga del previsto perché alla fine della guerra fu protagonista di molte avventurose peripezie (definite Odissea) prima di far ritorno in patria, il giovane figlio con la madre cercarono di proteggersi dalle pretese dei Proci, che volevano impossessarsi del regno e contemporaneamente prendere in sposa la devota Penelope. In molte occasioni fu Aliterse a tenerli lontano predicendo il ritorno dell'eroe e la loro sconfitta. Puntualmente ciò che l'indovino aveva predetto si avverò.
Inoltre Aliterse chiese agli abitanti dell'isola di non ribellarsi ad Odisseo e così fecero.

## Fonti
- Omero, Odissea.